# Rayderley Zapata
Miguel Rayderley Zapata Santana (Santo Domingo, 26 maggio 1993) è un ginnasta spagnolo, vincitore della medaglia d'argento ai Giochi olimpici estivi di Tokyo 2020 nel corpo libero.

## Biografia
Ha ottenuto la sua prima medaglia in una grande competizione internazionale ai Giochi europei di Baku 2015, dove ha vinto l'oro nel corpo libero, precedendo sul podio il tedesco Fabian Hambüchen e il russo David Beljavskij. Lo stesso anno ai mondiali di Glasgow 2015 ha guadagnato il bronzo nel corpo libero, dietro al giapponese Kenzō Shirai e Max Whitlock.
Ha rappresentato la Spagna ai Giochi olimpici estivi di Rio de Janeiro 2016 in cui si è classificato undicesimo corpo libero, eliminato in semifinale.
Ai Giochi del Mediterraneo di Tarragona 2018 ha vinto l'oro nel sia nella gara a squadre, con Thierno Diallo, Nicolau Mir e Alberto Tallón, sia nel corpo libero, dove ha preceduto il turco Ahmet Önder e lo sloveno Rok Klavora.
Ai Giochi olimpici estivi di Tokyo 2020 è divenuto vicecampione olimpico nel corpo libero, terminando l'esercizio alle spalle dell'israeliano Artem Dolgopyat.

## Palmarès
- Giochi olimpici estivi

Tokyo 2020: argento nel corpo libero
- Mondiali

Glasgow 2015: bronzo nel corpo libero;
- Giochi europei

Baku 2015: oro nel corpo libero;
- Giochi del Mediterraneo

Tarragona 2018: oro nella gara a squadre; oro nel corpo libero;